# Biographie eines Dealers
Biographie eines Dealers ist das achte Soloalbum des deutschen Rappers MC Bogy. Es erschien am 26. Juni 2015 über Beatillz.de. Der Vertrieb wird von Soulfood Music Distribution GmbH übernommen.

## Titelliste
1. Intro – 1:25
2. Sie haben Recht – 2:58
3. Von hier oben (feat. Mach One) – 3:01
4. Heiße Jobs – 2:36
5. Überfall (feat. Mosh36 und B-Lash) – 2:57
6. Untergrund (feat. Amor) – 3:15
7. Für die Homies (feat. Jonesmann) – 3:01
8. Schnelles Geld – 3:30
9. Erinnerung (feat. Ozan) – 4:42
10. Nur für dich (feat. Ibo) – 3:28
11. Bonnie & Clyde (feat. Ibo) – 3:12
12. Himmel (feat. Isar, Basstard, B-Lash und Amor) – 3:50
13. Gebrochene Flügel (feat. Ozan) – 3:50
14. Überleb (feat. Ibo) – 3:24
15. Downtown – 3:08
16. Echter gehts nicht (feat. Big Baba) – 2:48
17. Berlin, Berlin (feat. Frauenarzt und B-Lash) – 2:43

## Rezeption

### Charts
Biographie eines Dealers stieg auf Platz 48 der deutschen Album-Charts ein. Nach Willkommen in Abschaumcity ist es die zweite Veröffentlichung des Rappers, die sich in der Hitparade positionieren konnte.

### Kritik
Die E-Zine Laut.de bewertete Biographie eines Dealers mit drei von möglichen fünf Punkten. Aus Sicht der Redakteurin Dani Fromm trete mit MC Bogy „zur Abwechslung einmal tatsächlich der Untergrund-Underdog auf den Plan, den Horden seiner […] Kollegen so verzweifelt zu verkörpern versuchen.“ Der Rapper setze der im Radio präsenten Musik „nicht gerade innovativen, dafür aber hochgradig vergnüglichen, groovy Gangsterboogie mit ausgeprägtem Westcoast-Aroma entgegen.“ Fromm hebt vor allem die dem G-Funk zugehörigen Stücke Sie haben Recht, Heiße Jobs und Von Hier Oben sowie den „Italowestern-Vibe“ von Überfall positiv hervor. Dagegen sieht sie die „Überdosis schmalztriefender R'n'B-Hooks“ negativ. MC Bogy und den Gastmusikern fehle es zudem „an Sprachwitz, originellen Bildern und tragfähigen Geschichten.“ Mit den abschließenden Liedern Downtown, Echter Gehts Nicht und Berlin Berlin kriege Biographie eines Dealers „immerhin […] noch einmal die Kurve.“